# Трохета струмкова
Трохета струмкова (Trocheta cylindrica), або трохета Биковського (Trocheta bykowskii) — вид п'явок з родини Erpobdellidae.
Занесено до Червоної книги України.

## Морфологічні ознаки
Тіло дуже видовжене, відношення ширини тіла до довжини 1 : 14. В передній частині тіло циліндричне. Задня присоска невелика. Поверхня тіла гладенька. Забарвлення світло-сіре з помітним жовтуватим відтінком. Довжина — 100–140 мм.

## Поширення
Альпи, Карпати, Апенніни, південно-західна Німеччина, південно-східна Польща, Словенія, Хорватія. 
В Україні ареал виду охоплює Івано-Франківську, Тернопільську, Закарпатську області та Крим.

## Особливості біології
Живе в гірських потоках, струмках та невеликих річках.

## Загрози та охорона
Загрози: забруднення та знищення водойм.